# ザ・カーナビーツ
ザ・カーナビーツは、1967年2月に結成されたグループ・サウンズ。
1967年6月1日に、シングル『好きさ好きさ好きさ』でデビュー。1969年9月解散。

## メンバー
- アイ高野（ボーカル、ドラムス）（1951年1月12日 - 2006年4月1日）愛称：もっちん、チョンチョ。
- 臼井啓吉（ボーカル、司会、タンバリン、マラカス）（1946年1月2日 - ）小倉市出身。1969年4月に脱退。1970年代初頭に青山啓や青山真巳名義でソロ・デビュー。愛称：ポンタ。
- 越川ひろし（ギター、リーダー）（1946年4月22日 - ）愛称：ヒロちゃん、カエル。
- 岡忠夫（ベース）（1948年4月1日 - 2022年9月）福島県出身。愛称：デンデ、金魚。本名：高橋忠夫。「ジューク・ボックス」の岡典雄の兄。解散する1か月前に脱退するが、解散コンサートに1日限りの参加をしている。息子はJUNONスーパーボーイコンテスト出身の俳優・高橋優太。
- 喜多村次郎（ギター）（1946年2月18日 - ）愛称：ジロー、黄金バット。解散の1か月前に脱退するが、解散コンサートに1日限りの参加をしている。解散後、ニューロックバンド「ライフ」を結成。
- ポール岡田（ボーカル）（1947年8月13日 - ）本名：長岡和彦。脱退した臼井の後任で1969年4月に加入。解散後、1970年11月にソロ・デビュー。1975年3月に「パイシス」としてデビューし、1976年4月に荒井由実作詞・作曲『恋人と来ないで』をリリース。息子は九州朝日放送アナウンサー長岡大雅。
- 雑賀京一（ベース）（1949年1月2日 - ）解散直前の1969年9月に岡の後任として加入。
- リエ（キーボード）（1950年 - ）解散直前の1969年9月に加入。

## 来歴
1967年1月、高野はそれまで所属していたフリーランサーズを脱退、直ちに新たなバンドを作るべく、元スウィング・ウエストの喜多村次郎とフリーランサーズ時代の仲間である越川弘志を誘う、越川は名古屋のジャズ喫茶「グランドキャニオン」時代からの盟友である臼井啓吉、そして同じく彼の友人であり、名古屋でサウンズ・オブ・ウエストのメンバーだった岡忠夫を迎え、彼らがひいきにしていた大田区蒲田のレストラン「80」の経営者で、元バンドマンの三池昌弘氏の全面的なバックアップもありロビンフッドの名で活動を始める。
やがて彼らはフイリップス・レコードの発売元である日本ビクターにて行われたオーディションで合格した。この際に演奏したイギリスのバンドゾンビーズのオリジナル曲である「I Love You」(1965年)は彼らのアレンジが功を奏し、さっそくプロデューサーの本城和治は英米ポップス曲の訳詞に長けていた漣健児へ日本語訳を依頼、誕生したのがデビュー曲となる「好きさ好きさ好きさ」であった。デビューにあたって彼らはミュージック・ライフ編集長だった星加ルミ子によってザ・カーナビーツとバンド名を改め、所属事務所は彼らのために起ち上げたロビン企画となる。
67年6月、キャッチフレーズであるカーナビーサウンド・エージのアイドルとして同じフイリップス所属のザ・ジャガーズと共にデビューを果たす。デビューシングル「好きさ好きさ好きさ」では情熱的に唄う高野がドラム・スティックを突き出し「お前のすべてを」と絶叫、これが女学生達を虜にし忽（たちま）ち爆発的なヒットを記録する。既にデビューしていたザ・スパイダース、ザ・タイガース、ブルーコメッツ、そしてジャガーズといった他のエレキ・バンドの人気と共にこの曲の大ヒットはGSブームを巻き起こすきっかけの一つとなった。
67年9月に発売された2枚目のシングル「恋をしようよジェニー」でも高野の歌声がファンのハートを掴みヒット。またB面の「お前に夢中さ」では星加ルミ子の勧めから和訳を担当した臼井がエネルギッシュに唄っている。続く10月発売の3枚目となるシングルはデイヴ・ディー・グループのカヴァー曲となる「オーケイ!」、B面にはポール・アンカのヒット曲「クレージー・ラブ」この曲で彼らは敢えてファズを使うことによってカーナビーツらしいアレンジへと仕上げている。カーナビーツは、喜多村とメンバー全員の感覚が洋楽に近く、ロックらしいサウンドを出すバンドであった。
1968年2月発売の「泣かずにいてね」で彼らはそれまでと違った表情を見せた。この作品は橋本淳とすぎやまこういちのコンビが担当したバラードで、物悲しく唄う高野とメンバーのコーラスが交じった曲へと仕上がった。さらに10日後に、日本ではビートルズに並ぶほどの人気を得ていたザ・ウォーカー・ブラザース(UK)のドラマーであるゲイリー・ウォーカーを迎え録音された「恋の朝焼け」（Cutie Morning Moon）を発表した。この曲はスコット・ウォーカーが作詞を担当、録音が行われた1月9日夜から明け方までに演奏とコーラスを録り終え、スコットは帰りの車中で窓越しから見えた「しらじらと明けてゆく空にうっすらと残る月の影」よりひらめき「Cutie Morning Moon」（キューティー・モーニング・ムーン）へと曲名は決まる、そして作曲は「恋をしようよジェニー」の作曲者であるプロデューサー本城が、乗輪寺モトオ名義で担当した。続く5月に発売された6枚目となるシングル「愛を探して」は臼井にとってA面初のソロとなり、「月光仮面」の原作者として知られる川内康範が作詞し、この曲をスパイダースのためにビクター・レコードへ持ち込むが同じフィリップス・レコード所属のカーナビーツへと回ってきたという経緯があった。この年は、日劇ウエスタンカーニバルへの連続出場、複数の映画出演、LP「ザ・カーナビーツ・ファースト・アルバム」のリリース、不二家、ペプシコーラのイメージ・キャラクターを務めたほか、東京と大阪で6月にワンマンショーを開催するといった好調が続き、8月に入るとシングル「ウム・ウム・ウム」が発売された。しかしGSブームはこの1968年をピークに下火へと向かい始める。10月にはシングル「マイ・ベイビー」が発売、初期のシングルを彷彿とさせる高野の歌唱を以ってしてもヒットへは至らなかった。
翌1969年3月にマーマレードのヒットで有名なビートルズの「オブラディ・オブラダ」を久々に漣健児の訳詞で発売。だが4月にはヴォーカルの臼井が脱退、代わって他のGSにいたポール岡田が加入、6月には新メンバーによる第1弾シングルとして「南米発69年のニュー・リズム・テルテル」を取り入れた「テルテル天国」を発売した。カヴァー曲であるA面に対し、B面は三木たかし作曲によるラテン歌謡「真夜中の恋人たち」共に流行を先取りしたサウンドで起死回生を図るも、もはやGSブームの衰退には歯止めがかからず、同年9月に喜多村と岡が脱退し、雑賀京一とリエが加入するが結局解散してしまった。
解散後、アイ高野は1970年1月を以ってザ・ゴールデン・カップスへドラマーとして加入。その後、クリエーション等のバンドに参加するも、2006年に死去している。

## ディスコグラフィ

### シングル
1. 好きさ好きさ好きさ／口笛天国（1967.06.01）
2. 恋をしようよジェニー／お前に夢中さ（1967.09.20）
3. オーケイ!／クレイジー・ラブ（1967.10.25）
4. 泣かずにいてね／チュッ！チュッ！チュッ！（1968.02.15）
5. 恋の朝焼け／ハロー・ゲイリー（1968.02.25）
6. 愛を探して／ゴー・ゴー・ストップ（1968.05.25）
7. ウム・ウム・ウム／モニー・モニー（1968.08.05）
8. マイ・ベイビー／恋の想い出箱（1968.10.25）
9. オブラディ・オブラダ／お願いだから（1969.03.10）
10. テルテル天国／真夜中の恋人たち（1969.06.25）

### アルバム
1. ジャガーズ対カーナビーツ（1967.08.01）※ザ・ジャガーズとのスプリット盤

好きさ好きさ好きさ／シーズ・ノット・ゼア／夕陽の沈む街／サニー／口笛天国／サージェント・ペッパーズ
1. ザ・カーナビーツ・ファースト・アルバム（1968.02.16）

恋をしようよジェニー／泣かずにいてね／オーケイ!／チュッ!チュッ!チュッ!／おまえに夢中さ／すてきなサンディ／好きさ好きさ好きさ／アナベラ／悲しみのベル／吹きすさぶ風／クレージー・ラブ／若い思い出

## 主な出演作品

### 映画
- 恋人と呼んでみたい（1968年、日活）
- 嵐に立つ（1968年、松竹）
- ある女子高医の記録妊娠／（1968年、大映）
- 初恋宣言（1968年、松竹）

### テレビ
- 凸凹モンタージュ合戦（1967年 - 1968年、NET）レギュラー
- あなた出番です（1968年、日本テレビ）
- レッツゴーグループ・サウンズ（1968年）
- グループ・サウンズ・フェスティバル（1968年、日本テレビ）
- ヤマハヤングジャンボリー（1967年 - 1968年、TBSテレビ）
- 味覚糖トップバラエティ（1968年、TBSテレビ）
- ヤング720（1967年 - 1969年、TBSテレビ）
- スター千一夜（1968年、フジテレビ）
- 進め!ドリフターズ（1968年、TBSテレビ）
- ザ・ヒットパレード（1967年 - 1969年、フジテレビ）
- カーナビー・ヤングポップス（1968年、東京12チャンネル）
- ジャポップストップ10（1968年、東京12チャンネル）
- 若さで歌おう ヤアヤアヤング!（1968年、フジテレビ）

　＊ ザ・タイガースがホストの回。マンスリーゲストとして、小川知子と共に出演。